# Entreprise du numérique libre
Une entreprise du numérique libre (ENL), anciennement société de services en logiciels libres (SSLL ou SS2L), est une entreprise de services du numérique (ESN) spécialisée dans la réalisation de projets informatiques basés sur des logiciels libres ou logiciels Open Source.
À la différence des ESN classiques, ces entreprises proposent des prestations (conseil, assistance, formation, intégration, développement) développées exclusivement avec des composants logiciels libres.
SS2L était, jusqu'en 2011, une marque commerciale déposée par Linagora.

## Modèles économiques
Les modèles économiques des SSLL sont liés à la notion de service : vendre un savoir-faire et une expertise plutôt qu'un droit d'usage sur un logiciel.
Le passage suivant illustre le fondement de ce modèle  : « Imaginez un appareil de science fiction qui permettrait de répliquer indéfiniment n'importe quel objet. Si quelqu'un essayait de vous vendre un pneu pour votre voiture, pourquoi l'achèteriez-vous ? Vous pourriez simplement utiliser la machine à répliquer avec le pneu d'un ami ! Cependant, vous voudriez payer quelqu'un pour mettre au point un nouveau pneu pour vous, ou peut-être pour installer le pneu sur votre voiture. Ou pour vous aider au cas où n'importe quelle pièce de votre voiture tombe en panne, vous voudriez sans doute une garantie de prise en charge future. Ou peut-être voudriez-vous simplement louer les services d'un mécanicien personnel ».
A l'appui de ce modèle économique, l'efficacité du mode de développement coopératif pour produire du logiciel de qualité et avec de fortes capacités d'interopérabilité. Cette efficacité est décrite dans La Cathédrale et le Bazar, opuscule de référence sur ce sujet de Eric S.Raymond.
Une étude intéressante sur ce sujet, réalisée par le RNTL.

## Modèle culturel
(décembre 2018).
En théorie, le modèle Open Source donne aux SSLL une culture d'entreprise faite d'exigence, de qualité et d'implication.
ExigenceLa coopération d'individus différents pour trouver la meilleure voie est le mode d'action privilégié au sein des SSLL. Il implique une totale transparence et la prise de responsabilités.
QualitéLa qualité des logiciels soutenus ou produits est une conséquence de leur mode de développement. C'est aussi une formidable source de motivation pour le personnel.
ImplicationLes SSLL regroupent beaucoup de vrais idéalistes, ce qui ne laisse pas beaucoup de place pour des décisions moralement contestables. Les employés des SSLL peuvent donc avoir la conviction de contribuer à écrire l'histoire de la technologie sans jamais éprouver de sentiment de malaise ou de culpabilité à propos de ce que fait leur entreprise.
En complément, les SSLL conservent généralement le meilleur des caractéristiques des start-up technologiques : un environnement sympathique et libéral avec un fort potentiel de formation et de progression de carrière.
Parce qu'il donne du sens au travail accompli, le modèle culturel des SSLL leur donne une force particulière leur permettant de rivaliser avec des sociétés "traditionnelles" beaucoup plus grandes qu'elles.